# 2022年3月至4月秘魯示威
2022年秘魯示威是針對佩德罗·卡斯蒂略政府的一連串示威活動。 抗議活動由秘魯多式聯運協會聯盟的領導人Geovani Rafael Diez Villegas組織。示威原因是因為俄羅斯入侵烏克蘭導致通货膨胀急劇上升以及議會未能彈劾總統佩德罗·卡斯蒂略。在2022年4月4日發生大規模騷亂後，卡斯蒂略總統宣布進入緊急狀態，並於4月5日對首都利馬實施全天宵禁，但截止當日下午即取消。

## 背景
該次示威由以下背景因素影響。

### 2022年俄烏戰爭致嚴重通貨膨脹
由於秘魯本身為世界第二大銅生產國，同時為石油和玉米的淨進口國 。在俄羅斯入侵烏克蘭之後，銅價目前接近每噸10,000美元的創紀錄水平，戰爭亦同時衝擊食品供應鏈。在2022年俄烏戰爭的影響下，貨品價格持續上漲，通貨膨脹嚴重。秘魯央行行長Julio Velarde在12月表示，通脹上升是由於進口商品價格上漲和當地貨幣兌美元貶值。秘魯政府於2022年1月1日表示，截至2021年的通貨膨脹率為6.43%，為13年來的最高水平，遠高於央行目標的上限。國家統計和信息研究所表示，秘魯過去12個月的通貨膨脹率目前為6.82%，亦遠高於央行1%至3%的年度目標。

## 過程及各方反應
2022年3月28日，全國貨運承運人協會（GNTC）召開全國罷工，抗議燃油價格上升、道路狀況和通行費有關。他們封鎖了48公里的南泛美高速公路，駐紮在阿雷基帕。抗議活動並在全國多地進行，包括伊卡、庫斯科和普諾繼續抗議。總統佩德羅·卡斯蒂略亦承認，該國面臨經濟危機，他將此歸咎於疫情大流行和俄烏戰爭。
罷工第三天，秘魯多個地區的數十條主要道路被封鎖，數百人和車輛滯留，甚至迫使該國北部城市當局停課。有運輸業人員發起的罷工，其後演變成暴力衝突。示威者稱，他們不滿汽油及柴油價格上升了三成。雖然政府有推出減稅措施，但他們認為油價仍然高企，減稅於事無補。有示威者燃燒車胎，並堵塞道路，亦有示威者在高速公路收費站縱火。 警察發射催淚彈驅散示威者。據報道稱，雙方發生肢體衝突，有示威者被押上警車。 
秘魯交通運輸部（MTC）發表聲明，表示感到遺憾，並拒絕接受「一小部分貨運承運人（GNTC）」的暴力抗議，阻礙人員和車輛的自由流動，無視交通運輸部與正式GNTC代表保持對話的進展，呼籲運輸工會和領導人保持對話，作為解決社會衝突的最強大和最有效的機制，MTC 將繼續與這些組織協調，以找到滿足其需求的解決方案。
於第二天的抗議活動中， 交通部長尼古拉斯·布斯塔曼特（Nicolás Bustamante Coronado）與GNTC達成了共識，促成了一些重要協議，包括GNTC承諾不會在4月4日再次發動罷工，安排圓桌會議來解決運輸問題和簡化退稅程序。當局還表示，他們正在與經濟和財政部以及礦業和能源部合作制定一項法案，該法案將消除來自鄰國進入秘魯的廉價燃料卡車的不公平競爭，這也是另一個運營商的要求。 
2022年4月3日， 秘魯經濟和財政部周日宣布，將暫停對該國消耗最多的燃料徵稅，以應對由俄羅斯入侵烏克蘭導致的價格飆升，包括暫停暫停對84和90號汽油、汽油醇和部分類型的柴油徵稅至6月30日，並可能延長至12月。另外，政府宣佈將從5月開始將最低工資提高約10%，至每月1,205索爾（278 美元）。政府表示，在分析通貨膨脹和當地經濟表現後，認為加薪是是為了幫助提高工人的購買力。
內政部長阿方索·查瓦里·埃斯特拉達（Alfonso Chávarry Estrada）宣稱，警方設法用催淚瓦斯控制了局勢，沒有造成重大後果。他亦稱，抗議期間有 22 人被捕，其中包括3人搶劫胡寧地區首府萬卡約市的私營企業，共有15名警察也因被投擲石塊而受傷，同時抗議者和警察發生的衝突造成四人死亡， 其中有2人被車撞死，一名青少年與警方對抗時掉入河中。
然而，全國多地示威抗議仍然持續。在全國性交通罷工和示威抗議期間，亦封鎖部分通往利馬的高速公路。
2022年4月4日晚上，午夜前幾分鐘，政府突然發布宵禁命令，於首都利馬和附近城鎮實施宵禁，要求利馬居民在指定時間內留在家中，以緩和抗議浪潮，指要「重建和平和內部秩序」，並部署了武裝士兵和警察來執行這項措施。總統佩德羅·卡斯特羅在全國廣播的講話中說：「內閣已同意在（當地時間）4月5日星期二凌晨2點至晚上11:59期間宣布禁止公民流動，以保護所有人的基本權利。」
2022年4月5日，國防部長何塞·加維迪亞（José Gavidia）週二告訴《印度快報》記者，實施宵禁是由於收到情報，表示有人已計劃進行更大規模的暴力，特別是在利馬中部。
該強制性措施卻在利馬引起民眾廣泛的批評和新的抗議活動，認為侵犯公民權利。反對黨議員譴責緊急措施是非法的。當日（4月5日）下午，由於街頭爆發大規模抗議後，總統佩德羅·卡斯特羅解除了宵禁，並於國會會議上指：「我必須宣布，從這一刻起，我們將取消宵禁令。我們現在呼籲秘魯人民保持冷靜。」